# Schlanker Sumpfrüssler
Der Schlanke Sumpfrüssler (Lixus paraplecticus) ist ein Käfer aus der Familie der Rüsselkäfer (Curculionidae).

## Merkmale
Die Käfer erreichen eine Körperlänge von 10 bis 18 Millimetern und sind bei einem schmalen und langgestreckten Körperbau nur wenig gewölbt. Sie haben eine dunkle Körpergrundfarbe, diese wird durch die gelbe Bestäubung der Tiere aber weitgehend verdeckt. Der Rand ist heller gefärbt, als der übrige Körper. Die Körperoberfläche ist zudem sehr fein und kurz behaart, am Rand wird die Behaarung dichter und etwas länger. Im Vergleich zum ähnlichen Lixus iridis sind die Augen stärker nach außen gewölbt. Am viel längeren als breiten Halsschild kann man bei manchen Individuen drei dunkle Längslinien erkennen. Der Halsschild wird nach vorne hin schmaler. Die Deckflügel (Elytren) sind nach hinten zu einer deutlichen Spitze ausgezogen (deutlicher als bei Lixus iridis). Diese ist so lang wie die letzten beiden Hinterleibssegmente. Die Beine haben ebenfalls eine dunkle Grundfarbe, die durch eine helle Behaarung und gelegentlich auch eine gelbe Bestäubung überdeckt wird. Der Rüssel der Männchen ist kürzer als der Halsschild, beim Weibchen ist er gleich lang.

### Ähnliche Arten
- Lixus algirus
- Lixus iridis

## Vorkommen und Lebensweise
Die Tiere kommen von Europa bis Ostasien vor. In Südeuropa ist die Art selten oder fehlt völlig. Im Norden erstreckt sich das Verbreitungsgebiet bis in den Süden Schwedens, gelegentlich auch bis nach Zentralschweden und -finnland. In England ist die Art selten. Sie lebt in Sümpfen und an Teich- und Flussufern und ist von Juni bis September zu beobachten. Die Larven leben in den sich über dem Wasser befindenden Stängeln von Doldenblütengewächsen wie Wasserfenchel (Oenanthe), Kerbel, Schmalblättrigem- und Breitblättrigem Merk.

## Gefährdung
Die Art gilt in Deutschland als stark gefährdet und ist eine seltene Art.